# 費倫茲·索姆巴萊伊
費倫茲·索姆巴萊伊（Ferenc Szombathelyi，1887年5月17日—1946年11月4日）是一名匈牙利軍人，最高軍階為一級上將，曾於二次大戰時期擔任該國的參謀總長，並於巴巴羅薩作戰期間指揮「喀尔巴阡兵團」，爾後改指揮匈牙利第2軍團。戰爭結束後，索姆巴萊伊作為戰犯被逮捕，於1946年11月絞刑處死。